# Das indische Grabmal erster Teil - Die Sendung des Yoghi
Das indische Grabmal erster Teil - Die Sendung des Yoghi è un film muto del 1921 diretto da Joe May.
Adattamento cinematografico del romanzo di Thea von Harbou, è la prima parte del dittico Il sepolcro indiano. La seconda parte uscì con il titolo Das indische Grabmal zweiter Teil - Der Tiger von Eschnapur.
Thea von Harbou scrisse la sceneggiatura del film insieme al suo futuro marito, Fritz Lang. Quest'ultimo avrebbe ripreso la storia nel 1958, girando come regista  La tigre di Eschnapur e Il sepolcro indiano, coproduzione franco-italo-tedesca dove la storia subiva alcuni cambiamenti di non lieve entità. Protagonista della nuova versione diventava la principessa che era interpretata da Debra Paget, mentre passava in secondo piano il personaggio di Irene, diventata sorella e non più fidanzata.

## Trama
Un celebre architetto riceve una visita misteriosa. Il visitatore è uno yogi indiano, risvegliato dal sonno letargico in cui giaceva dal principe di Eschnapur che lo vuole suo emissario presso l'architetto. Quest'ultimo viene incaricato del progetto e della costruzione di un meraviglioso mausoleo che sarà destinato alla moglie del principe. L'architetto risponde al misterioso richiamo e lascia la sua città e l'Europa senza avvertire nessuno.

## Produzione
Il film fu prodotto dalla May-Film. Venne girato ai May-Film-Gelände di Woltersdorf bei Erkner in Brandenburgo,

## Distribuzione
Distribuito dall'Europäische Film-Allianz, il film uscì nelle sale cinematografiche tedesche nel 1921 il 22 ottobre all'Ufa-Palast am Zoo di Berlino.